# Guts (The Walking Dead)
"Guts" là tập thứ hai của Phần 1, đồng thời cũng là tập thứ hai của series phim truyền hình về dịch bệnh The Walking Dead. Tập phim lên sóng trên kênh AMC của Mỹ vào ngày 7 tháng 11 năm 2010. Khi phát sóng tại Mỹ, tập phim đã đạt được xếp hạng cao với 4,71 triệu người xem trong đó có 2,5 triệu người từ 18-49 tuổi.

## Nội dung tập
Ở khu trại của những người sống sót, cô gái tên Amy đến đưa cho Lori một giỏ nấm mà cô vừa hái trong rừng. Cô thắc mắc không biết rằng liệu chúng có phải nấm độc không, Lori liền trả lời rằng chỉ có một cách duy nhất để biết điều này: Hỏi Shane. Trước khi rời khỏi, Lori dặn con trai mình - Carl hãy ở trong tầm nhìn của Dale. Sau đó, cô một mình đi vào rừng và bắt gặp Shane. Anh ta liền hỏi: "Chúng ta có bao nhiêu thời gian?" và Lori đáp lại rằng "Đủ mà". Cả hai sau đó hôn nhau và bắt đầu cởi quần áo. Khi nhìn thấy chiếc nhẫn cưới mà Lori xâu qua chiếc vòng cổ mà cô đang đeo. Cả cô lẫn Shane đều nhìn nhau với một vẻ tội lỗi trước khi Lori tháo chiếc vòng cổ đó ra và họ bắt đầu quan hệ với nhau.
Trong lúc đó ở Atlanta, Rick vẫn đang bị cô lập trong chiếc xe tăng quân đội. Anh hỏi người trong vô tuyến về tình hình phía bên ngoài. Giọng nói ở đầu bên kia nói rằng Rick đang bị bao vây bởi rất nhiều xác sống và khuyên anh nên chạy khỏi trong lúc chúng còn đang bận ăn thịt con ngựa của Rick. Rick tìm thấy ở xác của người lính bên trong chiếc xe một khẩu súng cùng một quả lựu đạn và lấy chúng. Anh liền mở nắp hầm xe tăng, nhảy ra ngoài và chạy về phía con hẻm mà người trong vô tuyến đã dặn, vừa chạy anh vừa bắn những xác sống cản đường. Ngay sau đó, anh gặp người mà mình đã nói chuyện qua vô tuyến. Rick trèo theo anh ta lên một chiếc thang và đến được nơi an toàn. Người này liền tự giới thiệu với Rick rằng anh ta tên là Glenn. Sau khi Rick nói lời cảm ơn vì Glenn đã cứu mạng mình, anh ta dẫn Rick xuống một con hẻm khác nhưng lần này chỉ có vài xác sống đang lang thang ở đó. Ngay khi họ chạy đến cánh cửa của một tiệm tạp hóa, có hai người đàn ông chạy ra tấn công những xác sống xung quanh để hỗ trợ họ.
Tất cả họ liền vội vàng vào bên trong. Tại đây, một người phụ nữ tên Andrea tỏ vẻ tức giận và chĩa súng vào đầu Rick trong khi một trong hai người đàn ông lúc nãy - Morales nói với Rick rằng những tiếng súng của anh đã thu hút rất nhiều xác sống đổ về. Phía bên ngoài, hàng loạt xác sống đang áp sát người lên những khung cửa kính của tiệm tạp hóa, khiến đám kính bắt đầu nứt dần.
Nhóm của họ liền hỏi Rick lý do vì sao mà anh lại một mình đi tới Atlanta, anh cố giải thích rằng mình đang đi theo một chiếc trực thăng, nhưng một người phụ nữ tên Jacqui cho rằng anh chỉ đang tưởng tượng. Một người đàn ông khác, T-Dog đang cố dùng một chiếc điện đàm để liên lạc với những người còn lại trong nhóm nhưng không thể nào bắt được tín hiệu. Anh ta nghĩ rằng có thể bắt được tín hiệu nếu họ trèo lên nơi cao hơn. Cùng lúc đó, một loạt tiếng súng vang lên từ trên sân thượng tòa nhà. "Chúa ơi! Có phải Dixon không?" - Andrea hỏi và họ cùng chạy lên tầng trên cùng.
Trên nóc tòa nhà, cả nhóm thấy Merle Dixon - một kẻ côn đồ khác ở cùng nhóm - đang xả súng vô tội vạ về phía đám xác sống bên dưới. Khi bị Morales và T-Dog khiển trách về việc làm lãng phí đạn và thu hút thêm nhiều xác sống tới, Merle sử dụng những ngôn từ miệt thị chủng tộc và xúc phạm hai người này, từ đó dẫn đến ẩu đả giữa họ. Merle đã đánh T-Dog và dí súng vào trán anh ta, tuy nhiên Rick đã kịp thời can thiệp. Anh đã đập Merle bằng cán súng và còng tay anh ta vào một ống nước ở đó. Anh cảnh cáo Merle: "Mọi thứ giờ đã khác. Chúng ta phải dựa vào nhau để sống sót, không phải đơn lẻ".
Morales bèn kể với Rick rằng không hề có một trại tị nạn nào ở Atlanta cả, chỉ có một nhóm nhỏ những người sống sót đang dựng trại ở ngoại ô thành phố, nhưng nãy giờ T-Dog vẫn không thể dùng điện đàm để liên lạc được với họ.
Vì đường phố phía dưới hiện giờ đã ngập kín xác sống, Rick liền nảy ra ý tưởng rằng họ sẽ trốn thoát qua hệ thống đường ngầm phía dưới. Jacqui từng làm việc tại một văn phòng quy hoạch, cô cho rằng tòa nhà này có thể có lối xuống đường cống ngầm. Glenn và Morales bèn đi kiểm tra trong khi Rick và Andrea đứng canh chừng phía trước cửa tiệm. Andrea liền xin lỗi Rick về hành động chĩa súng vào đầu anh lúc nãy. Rick thông cảm với cô và nói rằng người ta thường làm những điều điên rồ mỗi khi sợ hãi, nhưng anh khuyên cô rằng ở những lần sau, hãy nhớ mở chốt an toàn của súng ra. Andrea liền tiết lộ rằng khẩu súng ấy là do cô được tặng và cô chưa hề biết dùng nó. Trong khi đó, Glenn và Morales đi theo đường cống ngầm cho đến khi họ nhìn thấy một vỉ sắt bịt kín chặn con đường lại. Họ định sẽ tìm cách nào đó để phá lối bít này, nhưng ngay lập tức từ bỏ ý định khi thấy ở phía bên kia có một xác sống đang ăn xác chuột.
Trong cửa hàng, Andrea nhìn thấy một chiếc vòng cổ với hình một nàng tiên cá. Cô kể với Rick rằng em gái của mình - Amy rất thích những nàng tiên cá. Rick liền khuyên cô hãy mang chiếc vòng đó về cho em gái mình. Ngay khi Andrea bỏ chiếc vòng vào túi, đám xác sống ở bên ngoài đã phá được lớp cửa đầu tiên và đang bắt đầu đập tới lớp cửa bên trong. Cùng lúc đó, Morales, Glenn và Jacqui quay lại và thông báo rằng họ không thể đi bằng đường cống ngầm được.
Quay trở lại sân thượng của tòa nhà, Rick nhìn qua ống nhòm và thấy có một chiếc xe tải ở công trường gần đó. Anh nghĩ rằng họ có thể đến đó tìm chìa khóa khởi động chiếc xe, tuy nhiên cần phải có một cách đi qua đám xác sống mà không bị phát hiện. Những người khác giải thích với anh rằng ngay khi xác sống nghe thấy, nhìn thấy hay ngửi thấy mùi của một người, chúng sẽ ăn thịt người đó. Rick liền nảy ra một ý tưởng - dùng mùi của chính những xác chết để đánh lạc hướng chúng. Liền sau đó, Rick và Morales đeo găng tay cao su, khoác áo mưa lên người và lôi một walker đã chết từ phía bên ngoài vào. Sau một vài phút dùng để "tưởng niệm" cho xác sống đó lúc còn là người, Rick và Morales thay phiên nhau dùng một chiếc rìu bổ liên tục vào xác chết ấy trước sự kinh hãi của những người còn lại. Anh và Glenn sau đó đã bốc phần thịt, máu và ruột của xác chết này trét lên khắp lớp áo bên ngoài. Trước khi ra ngoài, Rick đưa cho T-Dog chìa khóa để mở còng tay cho Merle. Bước ra khỏi tòa nhà, Rick và Glenn đã thành công trong việc trà trộn vào đám xác sống mà không bị phát hiện.
Trong khi đó ở khu trại, Amy bắt đầu thấy sốt ruột khi những người đi tìm nhu yếu phẩm trong thành phố vẫn chưa trở về. Cô cảm thấy lo lắng cho chị gái mình, tức Andrea. Dale lúc này đang sửa chiếc RV của ông ở gần đó cùng Jim chợt bắt được tín hiệu điện đàm bị nhiễu từ T-Dog và nghe loáng thoáng được rằng nhóm họ đang bị mắc kẹt. Shane liền nói rằng họ không thể liều mình cử thêm người để đi tìm nhóm trong thành phố được. Amy liền to tiếng: "Đó là chị gái tôi đấy, đồ khốn!" rồi giận dữ bỏ đi. Lori liền chạy theo sau để an ủi Amy, vẻ mặt cô có vẻ không hài lòng với những gì Shane vừa nói.
Quay trở lại Atlanta, kế hoạch của Rick có vẻ đã có hiệu quả cho đến khi một cơn mưa đột ngột trút xuống, khiến phần máu và thịt của xác sống mà Rick và Glenn trét lên lớp áo đã bị cuốn trôi hết. Đám xác sống xung quanh nhanh chóng đánh hơi thấy "mùi con người" của họ và lập tức đuổi theo. Vừa đánh trả đám walker, Rick và Glenn vừa chạy về phía công trường kia. Họ trèo qua một hàng rào và được lớp hàng rào này chặn lại phần nào đám xác sống đang lùa theo. Ngay khi tìm được chìa khóa để khởi động, hai người cùng leo lên chiếc xe tải và phóng đi. Rick liền bảo Glenn dùng điện đàm thông báo cho những người còn lại chuẩn bị sẵn sàng để họ đến đón đi. Để dụ đám xác sống xung quanh tòa nhà đi nơi khác, Glenn đã dùng một chiếc xe thể thao màu đỏ với tiếng còi xe kêu inh ỏi. Khi những người còn lại trên sân thượng tòa nhà đang chạy đến nơi mà Rick hẹn đón, T-Dog lưỡng lự nhìn Merle. Anh định đến để tháo còng cho Merle nhưng đã vô tình làm rơi chìa khóa vào một rãnh nước. T-Dog lúng túng xin lỗi Merle rồi bỏ mặc anh ta lại và chạy theo những người khác. Trước khi rời khỏi, T-Dog đã đóng cảnh cửa sân thượng lại để đề phòng đám xác sống lên được đến đây. Merle liên tục la hét trong hoảng loạn và nguyền rủa những kẻ đã bỏ mặc anh ta lại.
Khi Jacqui, Andrea, Morales và T-Dog đã chạy đến được nơi mà Rick hẹn đón cũng là lúc đám xác sống bên ngoài đã phá được lớp cửa cuối cùng và tràn vào bên trong cửa tiệm. Phía bên ngoài, ngay khi Glenn dùng chiếc xe ồn ào kia dụ đám xác sống xung quanh rời khỏi, Rick đậu chiếc xe tải vào cho mọi người nhảy lên xe. T-Dog liền thú tội với mọi người rằng anh ta đã làm rơi chìa khóa còng tay và bỏ Merle lại trên sân thượng. 
Khi đã an toàn ra được khỏi Atlanta, Andrea liền hỏi rằng Glenn đâu. Từ phía sau, một chiếc xe thể thao màu đỏ đang kêu inh ỏi phóng vù lên phía trước. Bên trong xe, Glenn đang gào rú đầy phấn khích.

## Diễn viên

### Diễn viên chính
- Andrew Lincoln vai Rick Grimes
- Jon Bernthal vai Shane Walsh
- Sarah Wayne Callies vai Lori Grimes
- Laurie Holden vai Andrea
- Jeffrey DeMunn vai Dale Horvath
- Steven Yeun vai Glenn Rhee
- Chandler Riggs vai Carl Grimes

### Diễn viên định kỳ
- Michael Rooker vai Merle Dixon
- Emma Bell vai Amy
- Andrew Rothenberg vai Jim
- Juan Gabriel Pareja vai Morales

### Các diễn viên phụ khác
- IronE Singleton vai Theodore Douglas
- Jeryl Prescott Sales vai Jacqui

## Cái chết trong tập
- Wayne Dunlap (Sau khi biến đổi)

## Đánh giá
Nhìn chung, "Guts" nhận được phản hồi tốt từ giới phê bình. Leonard Pierce từ trang The A.V. Club cho tập phim này điểm B- trên thang điểm từ F đến A và đưa ra bình luận rằng mặc dù "Guts" không xuất sắc như tập mở đầu trước đó, nhưng nó vẫn "chứa nhiều yếu tố chất lượng". Eric Goldman của trang IGN xếp hạng tập phim này là 7 trên 10. Tương tự như Pierce, Goldman cũng cho rằng tập phim này chưa thực sự hay bằng tập đầu series và cảm thấy không thoải mái trước lần đầu xuất hiện của một nhân vật "lố bịch" như Merle Dixon. Tuy nhiên, anh vẫn đánh giá cao cảnh mà Rick và Glenn trà trộn vào bầy xác sống. "Xét về tổng thể thì tập phim này vẫn có những khoảnh khắc hài hước của riêng nó, tạo cảm giác như một bộ phim điện ảnh thuộc thể loại kinh dị thực thụ chứ không phải với mạch truyện chậm như tập đầu tiên. Thế nhưng nó vẫn thiếu đi yếu tố cảm xúc và chiều sâu mà tập trước đó đã làm được" - Goldman nhận định. Trên trang Rotten Tomatoes, "Guts" được 73% trong số 11 bài đánh giá mang tính tích cực.

## Bên lề
- Lần xuất hiện đầu tiên của: Glenn Rhee, Andrea, Merle Dixon, T-Dog, Jim, Morales, Jacqui.
- Tên của tập phim - "Guts" (Ruột) ngụ ý cho việc Rick và Glenn dùng phần ruột, máu và thịt của xác sống trét lên người để đánh lạc hướng và trà trộn vào đám walker.
- Chiếc xe thể thao màu đỏ mà Glenn trộm được - The Dodge Challenge đã xuất hiện khá nhiều lần trong series phim Breaking Bad của cùng nhà đài AMC. Đây là kiểu xe mà nhân vật Walter White đã mua cho con trai mình.
- Chiếc xe tải mà Rick lái để đưa cả nhóm rời khỏi Atlanta là chiếc xe tải thuộc một công ty xây dựng có tên Ferenc Builders. Thật trùng hợp, Darabont Ferenc chính là tên khai sinh của nhà phát triển bộ phim, Frank Darabont.
- Cảnh mà Merle Dixon xả súng trên sân thượng tòa nhà đã gây ra một chút rắc rối thật ngoài đời. Một số người dân gần đó không biết rằng đây là một cảnh trong phim nên đã gọi điện báo cảnh sát. Một đội SWAT sau đó đã được cử đến và đoàn làm phim buộc phải tạm dừng để giải thích cho họ về điều này.
- Bài hát được phát ở cuối phim là "I'm a Man" của Black Strobe.

## Lỗi phim
- Trong cảnh mà Rick và Morales thay phiên nhau bổ rìu vào xác chết của Wayne Dunlap, Rick đưa cho Morales chiếc mũ bảo hộ cùng cây rìu còn dính máu để anh làm tiếp công việc. Khi Morales bổ nhát rìu thứ nhất, máu trên mũ bảo hộ bỗng nhiên biến mất và chiếc mũ hoàn toàn sạch sẽ. Tiếp theo đó, chiếc mũ rơi khỏi đầu của Morales. Nhưng ở ngay cảnh tiếp theo, chiếc mũ lại quay trở lại trên đầu anh, rơi xuống tiếp lần nữa khi Morales chặt nhát rìu thứ 2 và một lần nữa quay trở lại trên đầu anh ở cảnh tiếp theo.
- Khi cả nhóm bôi máu và thịt của xác chết lên áo khoác của Glenn, hầu như toàn bộ chiếc áo của anh đều dính máu. Nhưng chỉ một lúc sau đó, chiếc áo chỉ còn bị dính một nửa.
- Trong cảnh Rick và Glenn chạy đến chỗ xe tải, trời lúc đó đang mưa. Tuy nhiên ở ngay những cảnh sau đó, đường phố đã hoàn toàn khô ráo.